# 區桂芝
區桂芝（1963年—），台灣基隆人，現任台北市第一女子高級中學語文教師。其以在2023年反對108課綱及親中立場為人熟知。

## 生平
1963年在台灣基隆出生，父母均來自於廣東，原來遷居香港，後因父親自認為遭受港英殖民當局的政治迫害，一家人又輾轉落腳台灣。區桂芝說她有八個兄弟姊妹，散居於美國、加拿大、香港、北京、台北，由於母親對家鄉廣東湛江的眷戀，年邁之後決定回鄉定居。

## 事件
2023年12月4日，區桂芝在另一場記者會上批評台灣2019年推出的「108課綱」，該課綱刪除了《廉恥》等古文。區桂芝形容此課綱為「無恥課綱」，並指責其淡化傳統文化教育的重要性。她的言論在兩岸引發熱議，包括馬英九在內的多方人士公開支持，但同時也遭到部分民進黨政客及網路輿論的抨擊。面對批評，她表示：「我心坦蕩，無所畏懼。」
2024年12月，區桂芝在「台灣教改30年總體檢」新書發表會上表示，「108課綱就是30年教改要滅台的最後一哩路」。她批評課綱中的多元學習政策導致學生學習目標混亂，選修課因考試不計分而被「廢物化」，自主學習則淪為無效學習方式。此外，她指出該課綱罔顧偏遠地區學生的現實需求，甚至弱化了道德教育，對教育環境產生負面影響。
2025年， 區桂芝接受中國央視採訪，批評賴清德總統將中國定調為「境外敵對勢力」，遭民眾檢舉，雖北市府經調查區並未違反教育中立。但網路上流傳疑似校長陳智源於校內發布聲明，內容提及北一女校風自由民主，在不違反法律規定前提下，包容多元意見並尊重不同立場，但考量近日兩岸關係緊張，禁止校內教職員工接受中華人民共和國所屬官媒採訪。
2025年4月，區桂芝透過LINE群組轉發中華民國章法學會與中國黨政單位合作舉辦「第二屆『共讀一本好書』徵文大賽」活動，並鼓勵學生參加，遭到民眾檢舉。對此，陸委會表示已移交教育部依法查處。